# Scientifique
Un scientifique est une personne qui se consacre à l'étude d'une science avec rigueur et l'emploi de méthodes scientifiques.
Bien que savant soit le terme pur, formé à partir de la racine savoir, il est plus ou moins tombé en désuétude et remplacé par scientifique ou chercheur.
Il arrive que des personnes (ex. : charlatans) s'auto-qualifient de scientifiques ; le scepticisme scientifique est une pratique qui remet en doute leurs allégations.

## Évolution du métier

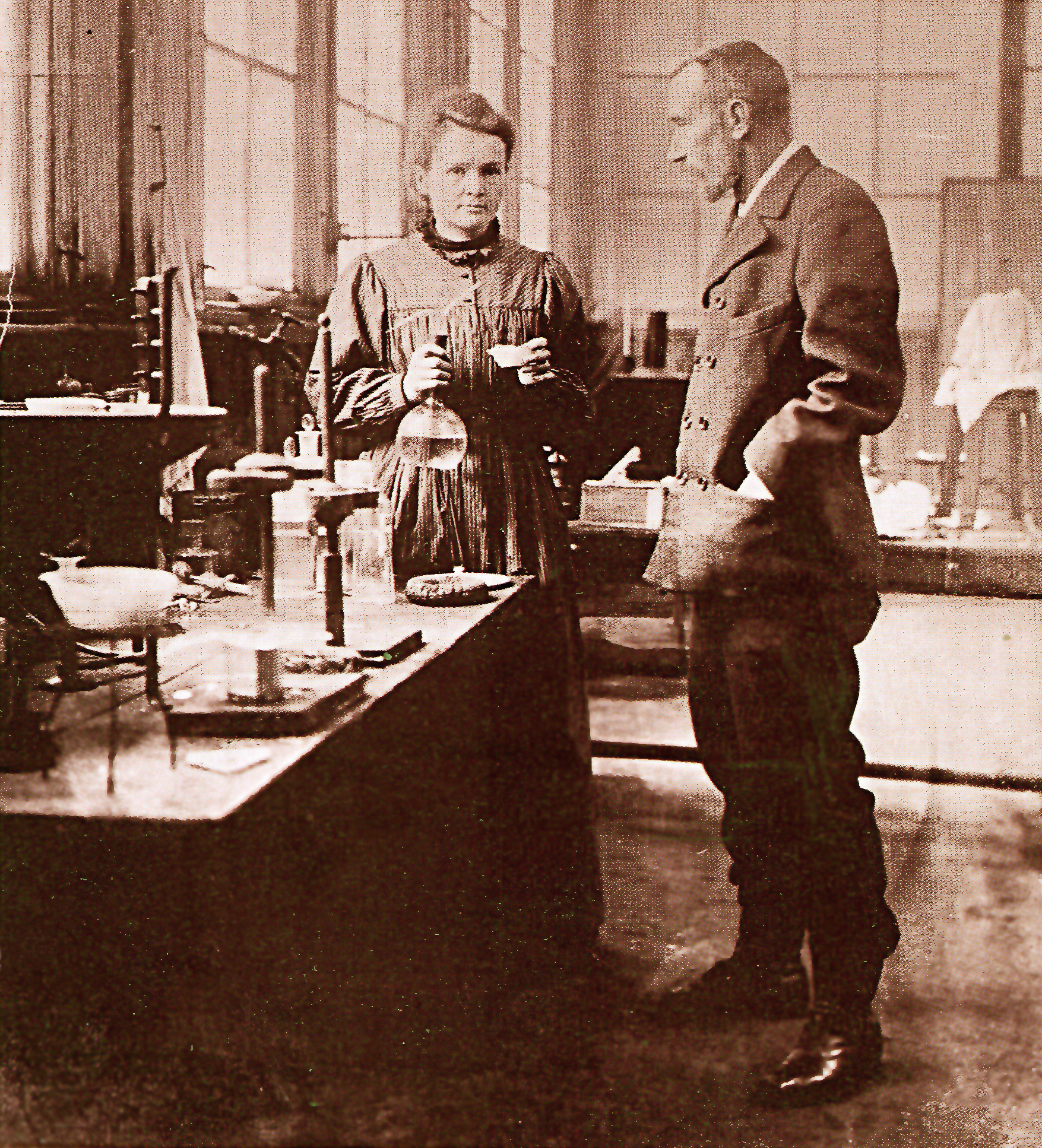
Marie Skłodowska-Curie et Pierre Curie dans leur laboratoire.

Du siècle des Lumières à nos jours, le savant devient peu à peu scientifique, chercheur ou ingénieur : le mot « scientifique » évoque aujourd'hui surtout les sciences fondamentales, voire les sciences, technologie, ingénierie et mathématiques mais les savants étaient autrefois aussi les lettrés. Ainsi, le Journal des savants est en France le plus ancien journal littéraire d'Europe. Il fut créé en 1665 par Denis de Sallo, conseiller au Parlement de Paris, sous Colbert et avec un patronage royal à partir de 1701. Les sociétés savantes étaient éclectiques. Il existe toujours des enseignants-chercheurs.

De l'Antiquité à nos jours, et surtout durant le XXe siècle, la part des scientifiques dans la population et leur nombre total a beaucoup augmenté (à titre d'exemple, selon la base de données Scopus d'Elsevier, ce seul éditeur a publié de 1996 à 2011 des articles scientifiques écrits (ou co-écrits) par 15 millions de scientifiques différents, de presque toutes les nationalités (mais surtout basés dans quelques pays riches et industrialisés).
Les statistiques montrent aussi qu'à partir des années 1980, les équipes scientifiques tendent à devenir plus étoffées et (grâce à Internet notamment) les collaborations interrégionales et internationales ont un coût qui diminue et se font plus nombreuses.
Les modes d'évaluation des chercheurs ont beaucoup évolué au XXe siècle, avec depuis les années 1990 une tendance au renforcement des exigences de rentabilité, de productivité et des financements par projet, qui a poussé de nombreuses universités à soutenir une démarche de partenariat avec le privé ou de dépôts de brevets (aux États-Unis, souvent déposés par des chercheurs ou équipes qui publient beaucoup) ou de création de start-ups. Les scientifiques travaillant dans la recherche publique sont soumis à une forte pression de publication (traduite par une formule « Publier ou mourir »), mais il leur est souvent difficile de franchir le seuil des revues à comité de lecture (le 9 juillet 2014, John Ioannidis a montré dans la revue PLoS ONE, via un travail statistique, qu’il n’y a que moins de 1 % des scientifiques (soit 150 608 personnes) qui arrivent à gérer leur carrière en réussissant à publier au moins un article par an. Cependant, ces derniers dominent la sphère de l'information scientifique publiée (leur signature figurant sur 41 % de tous les documents publiés). Et dans les articles les plus cités, ce même groupe d'élite est retrouvé (co-auteurs de 87 % de ces articles). De plus, le rang des scientifiques ayant publié à plusieurs reprises plus d'un papier par an diminue de façon spectaculaire avec le nombre d’articles publiés par an (deux articles ou plus : 68 221 personnes ; trois ou plus : 37 953 personnes ; quatre ou plus : 23 342 personnes ; cinq ou plus : 15 464 personnes ; 10 ou plus : 3 269 personnes. Une position dominante d'un scientifique dans un domaine donné peut l'amener à agir comme un mandarin ainsi que le présente Jean Labarre.
L'avènement de l'Internet, des modes de travail collaboratif et ouvert, de revues « ouvertes » (par exemple : PLOS, qui publie ses articles sous licence CC-BY-SA) et récemment de mode d'enseignements plus ouverts (ex. : MOOCs) pourraient encore modifier la formation, la formation tout au long de la vie et le travail des scientifiques.

## Adjectif
« Scientifique », du latin scientificus, est un adjectif désignant ce qui est relatif à la science (parfois par opposition à littéraire). Par extension, est utilisé comme qualificatif synonyme de caractère propre à la science : rigueur, exigence, etc. (exemple : Cette méthode est scientifique). L'usage de scientifique pour désigner une personne est donc un substantif.

## Femmes scientifiques
Malgré la difficulté d'accéder aux sociétés savantes ou aux établissements d'enseignement supérieur, les femmes s'imposent dans de nombreuses disciplines scientifiques au fil des siècles. La chronologie de la place des femmes dans les sciences en réunit un certain nombre. Citons par exemple Aglaonice de Thessalie (IIe siècle avant J.-C.), considérée comme la première femme astronome. Elle étudie le mouvement des astres et sait prédire les éclipses. Un cratère de la planète Vénus est nommé en son honneur. Hypatie (IVe siècle), est mathématicienne, astronome et philosophe grecque appartenant au courant de l'École néoplatonicienne d'Alexandrie. Maria Cunitz (1610-1664), astronome née en Silésie, publie en latin Urania propitia, ouvrage d'astronomie dans lequel l'auteure démontre une grande maîtrise des mathématiques avancées et du calcul astronomique, ainsi qu'une compréhension approfondie des travaux de Johannes Kepler en astronomie. Ada Lovelace (1815–1852) décrit une méthode très détaillée pour calculer les nombres de Bernoulli avec la machine. Elle est ainsi considérée comme l'inventeur du premier programme informatique de l'Histoire. Le nom du langage de programmation Ada sera plus tard choisi en son honneur.  Marie Curie (1867–1934) est la première femme à recevoir le prix Nobel (physique), prix Nobel reçu avec son mari Pierre Curie en partage avec Henri Becquerel. En 1911 elle est la première femme à recevoir un second prix Nobel (chimie) et l'une des deux seules personnes à l'avoir reçu dans plus d'une discipline (l'autre personne est Linus Pauling). Lise Meitner (1878-1968), physicienne autrichienne puis suédoise, joue un rôle majeur dans la découverte de la fission nucléaire.  Françoise Barré-Sinoussi (1947–) reçoit en 2008 le prix Nobel de physiologie ou médecine pour la découverte du VIH, etc.
Au XXIe siècle, les effectifs féminins dans les matières scientifiques sont loin de la parité. Même chose au niveau de la reconnaissance des pairs. En France, la médaille d'or du CNRS n'a distingué que 5 femmes sur 64 (entre 1954 et 2018). À la même date, seules 5 % sont lauréates de Prix Nobel.  Maryam Mirzakhani (1977-2017), mathématicienne iranienne, devient la première femme récipiendaire de la médaille Fields (plus importante médaille en mathématiques, qui n'ont pas de prix Nobel), pour ses « contributions exceptionnelles à la dynamique et à la géométrie des surfaces de Riemann et de leurs espaces de modules ». Des prix valorisant les compétences des femmes sont créés comme le prix l'Oréal-UNESCO pour les femmes et la science (1998) et le Prix Irène-Joliot-Curie du Ministère de l'enseignement supérieur et de la recherche et la Fondation d'entreprise EADS (2001).

## Exemples de professions
Des professions qualifiées de « scientifiques » :
- archéologue
  - archéomètre
- astronome
  - astrophysicien
  - astrochimiste
  - cosmologiste
- anthropologue
  - ethnologue
- biologiste
  - biomédicale
    - cancérologue
    - pharmacologue
    - toxicologue
    - virologue

  - botaniste
    - dendrologue

  - écologue
  - mycologue
    - agaricologiste

  - zoologiste
    - éthologue
    - entomologiste
      - lépidoptériste

    - herpétologue
    - ichthyologiste
    - ornithologue

  - paléontologue
    - exobiologiste
- géologue
  - géochimiste
  - géophysicien
  - minéralogiste
  - pédologue
  - pétrologue
  - sédimentologue
  - sismologue
  - tectonicien
  - volcanologue
- planétologue
  - cosmochimiste
  - exogéologue
  - météoritologue
- hydrologue
  - limnologiste
  - océanographe
- chimiste
- informaticien
- ingénieur
- mathématicien
- météorologue
- physicien
  - électronicien
  - électrotechnicien
  - rhéologiste
- statisticien

## Listes de personnes scientifiques
- Liste d'archéologues
- Liste d'astronomes
- Liste d'anthropologues
- Liste de biologistes
- Liste de chimistes
- Liste d'entomologistes
- Liste de femmes scientifiques
- Liste de géologues
- Liste d'inventeurs
- Liste de mathématiciens
- Liste d'ornithologues
- Liste de sociologues
- Liste de psychologues